# YOSA
YOSA（ようさ、1988年10月17日 - ）は、東京都出身のDJ、音楽プロデューサー。本名、神田容佐（かんだ ようすけ）。

## 来歴
- 高校時代をイギリス、フランスで過ごし、帰国と共にDJ、音楽プロデューサーとしてのキャリアをスタート。
- 2009年
  - 4月：スペインのレーベルよりデビュートラックをリリース。その後フランス、ドイツのレーベルからも立て続けに作品を発表。
- 2010年
  - 2月：楽曲"Margaret"がTracy ThornやThe Raptureのプロデューサー、Ewan PearsonがKompaktよりリリースしたミックスCDに収録。
  - 5月：スイスのレーベルDrumpoet Communityから1st EP「Rough & Tough EP」をリリース。
  - 5月：リミックス作品"Who's In The House?(YOSA Remix)"がミニストリー・オブ・サウンドのミックスCDに収録。
  - 8月：ドイツの老舗クラブジャズレーベルCompost Recordsへリミックス作品を提供。
- 2011年
  - 2月：ベルリン、フランクフルト・アム・マイン、チューリッヒなど5都市を周るヨーロッパツアーを敢行。
  - 4月：渚音楽祭に出演。
  - 5月：制作活動に専念するため、DJ活動を休止。
  - 6月：Studio Apartment主催のApt. Internationalより2nd EP「Mars Volta EP」をリリース。
- 2012年
  - 6月：DJ活動を再開。
  - 7月：ドイツのレーベルDirt Crew Recordingsから3rd EP「The Circus EP」をリリース。
  - 12月：幕張メッセにて行われた屋内音楽フェスティバルWOMB ADVENTURE'12に出演。
- 2013年
  - 5月：野外音楽フェスティバルRAINBOW DISCO CLUBに出演。SHU OKUYAMAとの共作「Mushroom EP」をリリース。
  - 12月：iOS『CROSS×BEATS』に「Loveless」収録
- 2014年
  - 7月：1stアルバム「Magic Hour」をリリース。Amazon Music、iTunesほか、各店舗にてチャート上位を記録。
- 2016年
  - 4月：2ndアルバム「Orion」をリリース。SALU、BASIら豪華客演陣が参加。

## ディスコグラフィー
|           | リリース日    | タイトル         |
| 1st EP    | 2010年5月14日 | Rough & Tough EP |
| 2nd EP    | 2011年6月8日  | Mars Volta EP    |
| 3rd EP    | 2012年7月23日 | The Circus EP    |
| 1st Album | 2014年7月16日 | Magic Hour       |
| 2nd Album | 2016年4月     | Orion            |

## インタビュー
- Clubberia Interview
- honeyee.com Interview